# Döbling
Döbling ([ˈdøːblɪŋ]ⓘ) – dziewiętnasta dzielnica Wiednia położona na północnym zachodzie miasta, częściowo na stokach Lasu Wiedeńskiego. Graniczy z dzielnicami: Alsergrund (IX), Währing (XVIII), Floridsdorf (XXI) – poprzez Dunaj, Brigittenau (XX) poprzez kanał. 
Nazwa pochodzi od starosłowiańskiego słowa toplika, bądź toplica oznaczającego grząskie, bagniste miejsce. 
Na terenie Döblingu znajdują się ekskluzywne rejony takie jak Grinzing - znane z wielu winiarni (Heurigen) czy Sievering. Inne ciekawe miejsca to Karl-Marx-Hof, słynne osiedle robotnicze, składające się z jednego budynku o długości 1,2 km czy wzgórze Kahlenberg znane z Odsieczy Wiedeńskiej. 
Döbling dzieli się na rejony: Grinzing, Heiligenstadt, Josefsdorf, Kahlenbergerdorf, Neustift am Walde, Nussdorf, Oberdöbling, Salmannsdorf, Sievering, Unterdöbling.